# Attila Sallustro
Attila Sallustro (né à Asuncion le 15 décembre 1908 et mort à Rome le 28 mai 1983) est un footballeur et entraîneur paraguayen naturalisé italien.

## Biographie
En tant qu'attaquant, Attila Sallustro fut international italien à trois reprises (1929-1932) pour un but inscrit. Il joua deux matchs contre la Suisse et contre le Portugal. Il inscrit son unique but sur son premier match contre la Suisse.
Il joua dans deux clubs italiens (SSC Naples et Salernitana Calcio 1919). Avec le premier, il ne put faire mieux qu'une troisième en D1 italienne, et avec le second club, il remporta la troisième division en 1938.
Il eut une expérience très brève d'entraîneur du SSC Naples pour la fin de saison 1960-1961. Le club termina 17e du championnat et redescendit en Serie B.

## Clubs

### En tant que joueur
- 1925-1937 : SSC Naples
- 1937-1938 : Salernitana Calcio 1919

### En tant qu'entraîneur
- 1961 : SSC Naples

## Palmarès
- Championnat d'Italie de football D3

- - Champion en 1938